# 1952 w muzyce

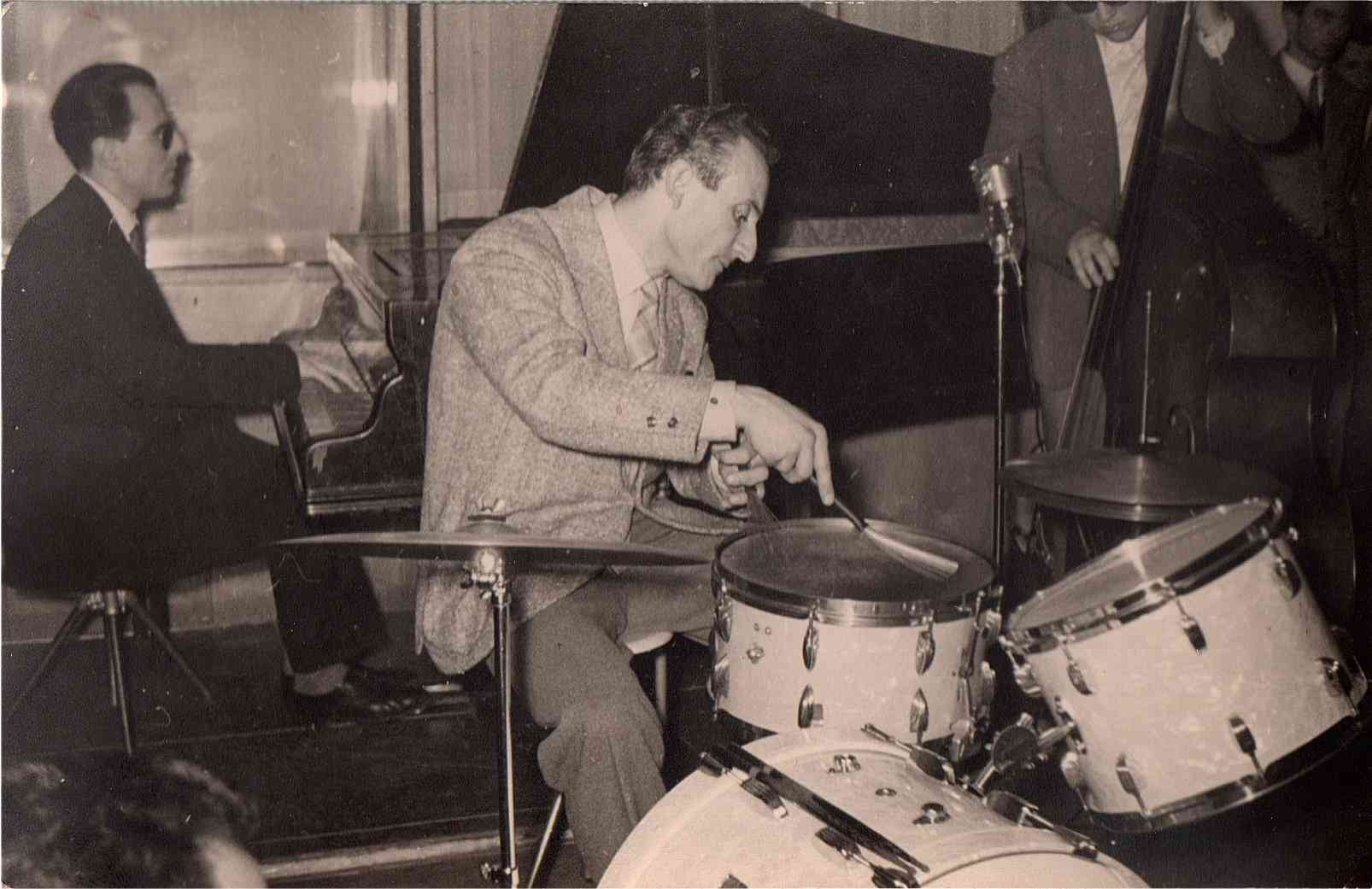
Luigi Allievi na perkusji

Wydarzenia muzyczne w 1952 roku.

## Urodzili się
- 1 stycznia – Andy Johns, brytyjski inżynier dźwięku, producent muzyczny (zm. 2013)
- 2 stycznia
  - Romuald Frey, polski gitarzysta i kompozytor
  - Shahnaz Rahmatullah, bengalska piosenkarka (zm. 2019)
- 10 stycznia – Gerhard Schöne, niemiecki piosenkarz
- 15 stycznia – Boris Blank, szwajcarski muzyk, współtwórca zespołu Yello
- 17 stycznia
  - Sławomir Kulpowicz, polski pianista, kompozytor i producent jazzowy (zm. 2008)
  - Ryūichi Sakamoto, japoński muzyk, kompozytor, pianista, producent muzyczny, działacz społeczny (zm. 2023)
- 18 stycznia – R. Stevie Moore, amerykański piosenkarz, kompozytor i multiinstrumentalista
- 20 stycznia – Paul Stanley, amerykański muzyk rockowy; współzałożyciel, gitarzysta i wokalista grupy KISS
- 21 stycznia – Szymon Rogalski, polski muzyk oraz kierownik muzyczny (zm. 2020)
- 30 stycznia – Walerij Chaliłow, rosyjski kompozytor (zm. 2016)
- 1 lutego – Jenő Jandó, węgierski pianista, profesor Akademii Muzycznej im. Ferenca Liszta w Budapeszcie (zm. 2023)
- 2 lutego – Romuald Tesarowicz, polski śpiewak operowy (bas) (zm. 2017)
- 3 lutego
  - Zbigniew Przerembski, polski etnomuzykolog
  - Krzysztof Słowiński, polski dyrygent i pianista
- 5 lutego – Daniel Balavoine, francuski piosenkarz, kompozytor i autor tekstów piosenek (zm. 1986)
- 7 lutego – Vasco Rossi, włoski piosenkarz rockowy
- 12 lutego – Michael McDonald, amerykański piosenkarz, pianista, gitarzysta i autor tekstów
- 16 lutego – James Ingram, amerykański muzyk R&B, laureat nagrody Grammy (zm. 2019)
- 17 lutego
  - Michael Marra, szkocki muzyk, bard, piosenkarz, autor piosenek (zm. 2012)
  - Bronisław Opałko, polski artysta kabaretowy, aktor, kompozytor i autor tekstów; twórca i wykonawca postaci Genowefy Pigwy (zm. 2018)
- 18 lutego – Randy Crawford, amerykańska wokalistka jazzowa i R&B
- 21 lutego
  - Jean-Jacques Burnel, brytyjski wokalista, basista, kompozytor, autor tekstów i leader The Stranglers
  - John Thomas, brytyjski gitarzysta, członek grupy Budgie (zm. 2016)
- 22 lutego – Grzegorz Caban, polski śpiewak operowy (tenor) (zm. 2019)
- 23 lutego – Brad Whitford, amerykański muzyk i kompozytor, gitarzysta grupy Aerosmith
- 24 lutego – Jadwiga Rappé, polska śpiewaczka (alt), pedagog, profesor doktor habilitowany sztuk muzycznych (zm. 2025)
- 26 lutego – John Giblin, szkocki gitarzysta basowy, muzyk sesyjny (zm. 2023)
- 28 lutego – Robert Prizeman, angielski kompozytor, dyrygent chóru (zm. 2021)
- 1 marca – Grażyna Krzanowska, polska kompozytorka i pedagog
- 4 marca
  - Ronn Moss, amerykański aktor telewizyjny i piosenkarz
  - Umberto Tozzi, włoski wokalista i muzyk
- 5 marca – Alan Clark, brytyjski muzyk sesyjny, klawiszowiec, gitarzysta i saksofonista, członek Dire Straits
- 13 marca – Wolfgang Rihm, niemiecki kompozytor i pedagog (zm. 2024)
- 14 marca – Wojciech Belon, polski pieśniarz, balladzista (zm. 1985)
- 16 marca
  - Eryk Kulm, polski perkusista jazzowy (zm. 2019)
  - Jon Zazula, amerykański producent muzyczny i biznesmen branży muzycznej (zm. 2022)
- 18 marca – Bernie Tormé, irlandzki gitarzysta rockowy, wokalista i kompozytor (zm. 2019)
- 19 marca – Jorja Fleezanis, amerykańska skrzypaczka, koncertmistrz i pedagog (zm. 2022)
- 24 marca – Dolora Zajick, amerykańska śpiewaczka operowa (mezzosopran dramatyczny)
- 29 marca – Joanna Cortés, polska śpiewaczka operowa (sopran) (zm. 2020)
- 1 kwietnia – Rob Wasserman, amerykański basista (zm. 2016)
- 2 kwietnia – Leon Wilkeson, amerykański muzyk rockowy, basista southern-rockowego zespołu Lynyrd Skynyrd (zm. 2001)
- 4 kwietnia
  - Gary Moore, irlandzki muzyk bluesowy, wirtuoz gitary elektrycznej, wokalista i kompozytor (zm. 2011)
  - María Mendiola, hiszpańska piosenkarka, członkini zespołu Baccara (zm. 2021)
- 11 kwietnia – Aleksander Maliszewski, polski kompozytor, aranżer, dyrygent, puzonista, pianista; założyciel i dyrygent orkiestry Alex Band
- 23 kwietnia – Narada Michael Walden, amerykański perkusista jazzowy i popowy
- 26 kwietnia – Ewa Podleś, polska śpiewaczka operowa (kontralt) (zm. 2024)
- 29 kwietnia – Dave Valentin, amerykański flecista latin jazzowy (zm. 2017)
- 30 kwietnia – Marta Ługowska, polska muzykolog
- 3 maja – Ryszard Duź, polski altowiolista i pedagog
- 5 maja – Ryszard Szeremeta, polski kompozytor muzyki eksperymentalnej
- 8 maja – Hajg Zaharian, albański kompozytor pochodzenia ormiańskiego
- 10 maja – Deborah Roberts, angielska śpiewaczka chóralna (sopran), dyrygent i dyrektor artystyczny (zm. 2024)
- 11 maja – Renaud Séchan, francuski artysta piosenki autorskiej, twórca piosenek zaangażowanych społecznie i politycznie
- 12 maja
  - Scott Johnson, amerykański kompozytor i muzyk (zm. 2023)
  - Wiesław Świderski, polski wiolonczelista, kompozytor i producent muzyczny (zm. 2020)
- 14 maja – David Byrne, amerykański muzyk rockowy szkockiego pochodzenia, gitarzysta i wokalista; współzałożyciel Talking Heads
- 18 maja – George Strait, amerykański muzyk country, piosenkarz, aktor i producent muzyczny
- 22 maja – Christina Moser, szwajcarska piosenkarka i kompozytorka (zm. 2022)
- 23 maja – Anne-Marie David, francuska piosenkarka, zwyciężczyni Konkursu Piosenki Eurowizji 1972
- 30 maja
  - Zoltán Kocsis, węgierski pianista, kompozytor i dyrygent (zm. 2016)
  - Alexander Toradze, amerykański pianista klasyczny pochodzenia gruzińskiego (zm. 2022)
- 31 maja – Ireneusz Jakubowski, polski śpiewak (tenor), prawnik i pedagog (zm. 2020)
- 1 czerwca – John Ellis, brytyjski gitarzysta i kompozytor
- 3 czerwca – Billy Powell, amerykański muzyk rockowy, klawiszowiec (zm. 2009)
- 5 czerwca
  - Nicko McBrain, brytyjski perkusista rockowy, muzyk grupy Iron Maiden
  - Monnette Sudler, amerykańska gitarzystka jazzowa (zm. 2022)
- 6 czerwca – Yukihiro Takahashi, japoński perkusista, wokalista, producent nagrań, aktor (zm. 2023)
- 9 czerwca – Uzi Chitman, izraelski piosenkarz, kompozytor (zm. 2004)
- 12 czerwca – Oliver Knussen, brytyjski dyrygent i kompozytor muzyki klasycznej (zm. 2018)
- 16 czerwca
  - Jerry Hadley, amerykański śpiewak operowy (tenor), trzykrotny laureat nagrody Grammy (zm. 2007)
  - Anna Pietrzak, polska piosenkarka śpiewająca w zespole Partita
  - Gino Vannelli, kanadyjsko-włoski piosenkarz, autor tekstów i kompozytor
- 18 czerwca – Lasse Wellander, szwedzki muzyk i producent muzyczny, wieloletni gitarzysta zespołu ABBA (zm. 2023)
- 21 czerwca – Marcella Detroit, amerykańska piosenkarka, autorka tekstów i muzyki
- 25 czerwca – Tim Finn, nowozelandzki muzyk, były członek takich zespołów jak Split Enz i Crowded House
- 1 lipca
  - Dan Aykroyd, amerykański aktor i muzyk
  - David Arkenstone, amerykański muzyk new age, pianista i gitarzysta
  - Leon Chancler, amerykański perkusista jazzowy (zm. 2018)
- 3 lipca:
  - Laura Branigan, amerykańska piosenkarka popowa (zm. 2004)
  - Andy Fraser, angielski kompozytor i gitarzysta basowy grupy Free (zm. 2015)
- 4 lipca – John Waite, brytyjski muzyk i piosenkarz
- 5 lipca – Kristine Ciesinski, amerykańska śpiewaczka operowa (sopran) (zm. 2018)
- 6 lipca – Phil Emmanuel, australijski gitarzysta (zm. 2018)
- 10 lipca – Mădălin Voicu, rumuński muzyk i polityk pochodzenia romskiego, syn Iona Voicu
- 12 lipca
  - Gary Guthman, amerykański trębacz jazzowy, kompozytor, bandleader i pedagog
  - Philip Taylor Kramer, amerykański gitarzysta basowy, członek grupy rockowej Iron Butterfly (zm. 1995)
- 13 lipca – Alaksandr Cichanowicz, białoruski piosenkarz (zm. 2017)
- 14 lipca
  - Bob Casale, amerykański muzyk rockowy, gitarzysta i klawiszowiec grupy Devo (zm. 2014)
  - Chris Cross, angielski gitarzysta basowy, współzałożyciel zespołu Ultravox (zm. 2024)
- 16 lipca – Stewart Copeland, amerykański muzyk, perkusista, znany z występów w zespole The Police, kompozytor muzyki filmowej
- 17 lipca
  - Nicolette Larson, amerykańska piosenkarka (zm. 1997)
  - Thé Lau, holenderski muzyk i pisarz (zm. 2015)
- 19 lipca – Allen Collins, amerykański gitarzysta, współzałożyciel zespołu Lynyrd Skynyrd (zm. 1990)
- 20 lipca – Grażyna Łobaszewska, polska wokalistka i kompozytorka
- 23 lipca – John Rutsey, kanadyjski perkusista, członek zespołu Rush (zm. 2008)
- 25 lipca – Lech Olejnik, polski artysta muzyk, fagocista, pedagog muzyczny (zm. 2018)
- 31 lipca
  - Jerzy Mamcarz, polski pieśniarz, poeta, kompozytor, autor piosenek, gitarzysta, satyryk (zm. 2023)
  - Mirosław Wójciuk, polski aktor, śpiewak operetkowy
- 3 sierpnia – Krzysztof Ciepliński, polski muzyk, gitarzysta, wokalista, specjalista od skrzypiec i instrumentów strunowych (zm. 2008)
- 4 sierpnia
  - Máire Brennan, irlandzka wokalistka, muzyk grupy Clannad, starsza siostra Enyi
  - Tadeusz Wojciechowski, polski wiolonczelista, kameralista i dyrygent
- 10 sierpnia – Jacek Kaspszyk, polski dyrygent
- 11 sierpnia – Paul Cram, kanadyjski saksofonista, klarnecista, aranżer i kompozytor jazzowy (zm. 2018)
- 14 sierpnia – Pino D’Angiò, właśc. Giuseppe Chierchia – włoski piosenkarz italo disco (zm. 2024)
- 16 sierpnia – Gianna Rolandi, amerykańska śpiewaczka operowa (sopran) (zm. 2021)
- 17 sierpnia – Waldemar Koperkiewicz, polski muzyk, kompozytor, pedagog muzyczny, działacz kulturalny (zm. 2025)
- 21 sierpnia
  - Glenn Hughes, angielski muzyk rockowy; wokalista, autor tekstów i piosenek, multiinstrumentalista
  - Joe Strummer, angielski muzyk, członek punkrockowej grupy The Clash (zm. 2002)
- 22 sierpnia – Michael Gudinski, australijski przedsiębiorca, promotor koncertowy (zm. 2021)
- 25 sierpnia – Geoff Downes, angielski muzyk, klawiszowiec zespołów Buggles, Yes, Asia
- 26 sierpnia – Mark Craney, amerykański perkusista rockowy i jazzowy (zm. 2005)
- 30 sierpnia – Simon Bainbridge, brytyjski kompozytor muzyki klasycznej, pedagog (zm. 2021)
- 31 sierpnia
  - Lee Hyla, amerykański kompozytor muzyki klasycznej (zm. 2014)
  - Kim Kashkashian, amerykańska altowiolistka ormiańskiego pochodzenia
- 4 września – Roman Syrek, polski puzonista i akordeonista jazzowy (zm. 2021)
- 8 września – Andy M. Stewart, szkocki piosenkarz folkowy, autor piosenek (zm. 2015)
- 9 września
  - Manuel Göttsching, niemiecki gitarzysta i kompozytor, założyciel zespołu Ash Ra Tempel (zm. 2022)
  - Dave Stewart, angielski muzyk i producent nagrań, wokalista, gitarzysta i multiinstrumentalista, członek duetu Eurythmics
- 10 września – Zdzisław Zawadzki, polski gitarzysta basowy, muzyk zespołów Breakout i Perfect (zm. 1998)
- 12 września
  - Gerald Beckley, amerykański muzyk rockowy, jeden z członków założycieli grupy America
  - Neil Peart, kanadyjski perkusista rockowy, muzyk grupy Rush (zm. 2020)
- 16 września – Tom Leadon, amerykański gitarzysta rockowy (zm. 2023)
- 19 września – Holger Biege, niemiecki kompozytor, piosenkarz, pianista, aranżer i autor tekstów (zm. 2018)
- 22 września
  - Oliver Mtukudzi, zimbabweński piosenkarz (zm. 2019)
  - Anna Szałapak, polska piosenkarka, wykonawczyni poezji śpiewanej, etnolog (zm. 2017)
- 23 września – Rolf Smedvig, amerykański trębacz klasyczny (zm. 2015)
- 24 września
  - Mark Sandman, amerykański wokalista, autor tekstów, multiinstrumentalista; muzyk zespołu Morphine (zm. 1999)
  - Ryszard Sarbak, polski trębacz, animator kultury, jeden z pierwszych propagatorów muzyki jamajskiej w Polsce (zm. 2006)
- 2 października – Janusz Olejniczak, polski pianista, pedagog muzyczny (zm. 2024)
- 5 października
  - Harold Faltermeyer, niemiecki muzyk, kompozytor i producent
  - Dominik Kuta, polski gitarzysta, multiinstrumentalista, wokalista, kompozytor (zm. 2023)
- 6 października – Massimo Morante, włoski gitarzysta, wokalista i kompozytor; muzyk progrockowego zespołu Goblin (zm. 2022)
- 9 października – Dennis Stratton, brytyjski gitarzysta rockowy, muzyk grupy Iron Maiden
- 14 października – Kaija Saariaho, fińska kompozytorka muzyki poważnej (zm. 2023)
- 16 października – Cordell Mosson, amerykański basista grupy Parliament (zm. 2013)
- 21 października
  - Brent Mydland, amerykański klawiszowiec, wokalista i kompozytor, członek zespołu Grateful Dead (zm. 1990)
  - Miroslav Žbirka, słowacki piosenkarz, kompozytor, autor tekstów (zm. 2021)
- 23 października – Winicjusz Chróst, polski gitarzysta, multiinstrumentalista, kompozytor i realizator nagrań (zm. 2020)
- 25 października – Maciej Gołąb, polski muzykolog, prof. zwyczajny Uniwersytetu Wrocławskiego
- 27 października – Brigitte Engerer, francuska pianistka (zm. 2012)
- 29 października – Amb Osayomore Joseph, nigeryjski muzyk, związany z ruchem Highlife (zm. 2022)
- 31 października – Bernard Edwards, amerykański basista, piosenkarz, autor tekstów i producent muzyczny (zm. 1996)
- 1 listopada – Borisav Đorđević, serbski piosenkarz i autor tekstów, muzyk zespołu Riblja čorba (zm. 2024)
- 2 listopada – Andy Paley, amerykański autor tekstów, producent muzyczny, kompozytor i multiinstrumentalista (zm. 2024)
- 3 listopada – Del Palmer, angielski inżynier dźwięku i basista znany ze współpracy z Kate Bush (zm. 2024)
- 4 listopada – Jeff Lorber, amerykański klawiszowiec, kompozytor i producent muzyczny
- 13 listopada – Bjambasürengiin Scharaw, mongolski pianista i kompozytor (zm. 2019)
- 14 listopada – Maria Kliegel, niemiecka wiolonczelistka
- 21 listopada
  - Lorna Luft, amerykańska piosenkarka i aktorka telewizyjna, filmowa i teatralna
  - Wojciech Przybylski, polski realizator dźwięku i producent muzyczny (zm. 2015)
- 23 listopada – Laco Lučenič, słowacki muzyk, kompozytor i producent muzyczny
- 25 listopada – Stanisław Krupowicz, polski kompozytor
- 27 listopada
  - Bappi Lahiri, indyjski piosenkarz, kompozytor i producent nagrań (zm. 2022)
  - Daryl Stuermer, amerykański gitarzysta jazzowy i rockowy
- 30 listopada – Siemion Byczkow, amerykański dyrygent pochodzenia rosyjskiego
- 1 grudnia – Pegi Young, amerykańska piosenkarka, autorka piosenek (zm. 2019)
- 6 grudnia – Mikołaj Krzysztof Borek, polski dyrygent chóru (zm. 2017)
- 11 grudnia – Mário Gomes, brazylijski aktor, kompozytor i muzyk, model
- 21 grudnia – Alice Tan Ridley, amerykańska piosenkarka R&B i gospel (zm. 2025)
- 23 grudnia – Hans Abrahamsen, duński kompozytor
- 25 grudnia – Desireless, francuska piosenkarka
- 27 grudnia – David Knopfler, szkocki muzyk, gitarzysta, członek pierwotnego składu angielskiej grupy Dire Straits
- 29 grudnia – Joe Lovano, amerykański saksofonista i kompozytor jazzowy
- 30 grudnia – June Anderson, amerykańska śpiewaczka operowa (sopran)

Data dzienna nieznana
- lipiec – Vincent Nguini, kameruński muzyk i gitarzysta (zm. 2017)
- Andrzej Pawlik, polski gitarzysta basowy, muzyk sesyjny (zm. 2003)

## Zmarli
- 11 stycznia – Aureliano Pertile, włoski śpiewak operowy (tenor) (ur. 1885)
- 14 stycznia – Artur Kapp, estoński kompozytor (ur. 1878)
- 20 stycznia – Arthur Farwell, amerykański kompozytor (ur. 1872)
- 13 lutego – Alfred Einstein, niemiecki muzykolog, od 1944 obywatel USA (ur. 1880)
- 25 lutego – Stanisław Mierczyński, polski etnograf muzyczny, kompozytor, skrzypek, taternik (ur. 1894)
- 5 marca – Władimir Szczerbaczow, rosyjski kompozytor muzyki filmowej (ur. 1889)
- 2 kwietnia – Antonio Cortis, hiszpański śpiewak operowy (tenor) (ur. 1891)
- 13 kwietnia – Margarethe Siems, niemiecka śpiewaczka operowa (sopran) (ur. 1879)
- 20 kwietnia – Robert Gajda, polski ksiądz, kompozytor i muzyk (ur. 1890)
- 23 kwietnia – Elisabeth Schumann, niemiecka śpiewaczka operowa (sopran) (ur. 1888)
- 2 maja – Ilja Szatrow, rosyjski kompozytor i dyrygent orkiestr wojskowych (ur. 1879)
- 5 maja
  - Alberto Savinio, włoski pisarz, malarz, kompozytor i scenograf (ur. 1891)
  - Rudolf Sieczyński, austriacki kompozytor, pisarz, urzędnik, prezes Związku Kompozytorów Austriackich (ur. 1879)
- 11 maja – Giovanni Tebaldini, włoski muzykolog, dyrygent i pedagog (ur. 1864)
- 15 maja – Italo Montemezzi, włoski kompozytor (ur. 1875)
- 23 maja – Georg Schumann, niemiecki kompozytor i dyrygent (ur. 1866)
- 29 maja – Bronisław Edward Sydow, polski pisarz muzyczny i chopinolog (ur. 1886)
- 9 czerwca – Adolf Busch, niemiecki skrzypek, kompozytor i dyrygent (ur. 1891)
- 13 czerwca – Emma Eames, amerykańska śpiewaczka operowa (sopran) (ur. 1865)
- 24 czerwca – Lodewijk Mortelmans, flamandzki kompozytor, dyrygent i pedagog (ur. 1868)
- 10 lipca – Rued Langgaard, duński kompozytor (ur. 1893)
- 22 lipca – Antonio María Valencia, kolumbijski kompozytor i pianista (ur. 1902)
- 6 września – Gertrude Lawrence, angielska aktorka, piosenkarka i tancerka (ur. 1898)
- 18 września – Frances Alda, amerykańska śpiewaczka pochodzenia nowozelandzkiego (sopran) (ur. 1879)
- 19 września – Henryka Żelska, polska śpiewaczka operowa (sopran) (ur. 1892)
- 24 października – Frederick Jacobi, amerykański kompozytor i pedagog (ur. 1891)
- 25 października – Siergiej Bortkiewicz, rosyjski kompozytor polskiego pochodzenia (ur. 1877)
- 26 października – Hattie McDaniel, amerykańska aktorka i śpiewaczka, laureatka Oscara za drugoplanową rolę w filmie Przeminęło z wiatrem (ur. 1895)
- 31 października – Adolf Chybiński, polski muzykolog, historyk muzyki, profesor (ur. 1880)
- 1 listopada – Dixie Lee, amerykańska aktorka, piosenkarka oraz tancerka (ur. 1909)
- 16 listopada – Sołomija Kruszelnyćka, ukraińska śpiewaczka (sopran) i pedagog (ur. 1872)
- 20 listopada – Adam Dobosz, polski śpiewak operowy (tenor) (ur. 1885)
- 25 listopada – Antonio Guarnieri, włoski dyrygent, wiolonczelista i kompozytor (ur. 1880)
- 14 grudnia – Fartein Valen, norweski kompozytor (ur. 1887)
- 25 grudnia – Bernardino Molinari, włoski dyrygent (ur. 1880)
- 29 grudnia – Fletcher Henderson, amerykański pianista i kompozytor jazzowy (ur. 1897)
- 30 grudnia – Willie Brown, amerykański gitarzysta i wokalista bluesowy, przedstawiciel bluesa Delty (ur. 1900)

## Albumy
- polskie
- zagraniczne
  - As You Desire Me – Jo Stafford
  - Bing and Connee – Bing Crosby i Connie Boswell
  - Christmas With Eddie Fisher – Eddie Fisher
  - Eddie Fisher Sings – Eddie Fisher
  - Favorite Spirituals – The Ames Brothers
  - Home On The Range – The Ames Brothers
  - Johnnie Ray – Johnnie Ray
  - Mr. Rhythm Sings – Frankie Laine
  - Road to Bali (Selections From The Paramount Picture) – Bing Crosby, Bob Hope oraz Peggy Lee
  - Selections from the Paramount Picture „Just for You” – Bing Crosby, Jane Wyman oraz The Andrews Sisters
  - Song Favorites By Frankie Laine – Frankie Laine
  - Themes and Songs from The Quiet Man – Bing Crosby i Victor Young
  - TV Favorites – Perry Como
  - When Irish Eyes Are Smiling – Bing Crosby

## Muzyka poważna
- Powstaje A Parable of Death Lukasa Fossa

## Film muzyczny
- wrzesień – odbyła się premiera filmu Just for You w reżyserii Elliotta Nugenta.